# Louise Plowright
Louise Plowright (Congleton, 1º giugno 1956 – 1º marzo 2016) è stata un'attrice inglese.
È stata nota soprattutto come interprete di musical a Londra. Nel 1999 ha interpretato Tanya nella produzione originale del musical Mamma Mia! e per la sua performance è stata candidata al Laurence Olivier Award alla miglior performance in un ruolo non protagonista in un musical. Altri musical da lei interpretati sono Wicked, Follies e 42nd Street.

## Filmografia parziale

### Televisione
- EastEnders - soap opera, 10 episodi (1989-1990)